# Соборна вулиця (Херсон)
Соборна вулиця — вулиця у Центральному районі міста Херсон. Пролягає від проспекту Незалежності до перетину із Ратушною вулицею. За радянських часів вулиця була об'єднана із Грецькою вулицею, проте у вересні 2012 року обом вулицям повернули історичні назви.
На плані міста кінця XVIII століття зафіксовані на місці майбутньої вулиці сім кварталів будівель та порожній простір, де у 1798 році був зведений Успенський собор. З 1860-х років XIX століття ця вулиця отримала назву — Соборною.
Формування автомагістралі завершилося у другій половині XIX століття. На меморіальній дошці, яка була встановлена на буд. № 1, свідчив напис, що наприкінці січня 1924 вулицю було об'єднано з Грецькою і названо на честь Володимира Леніна.

## Історія

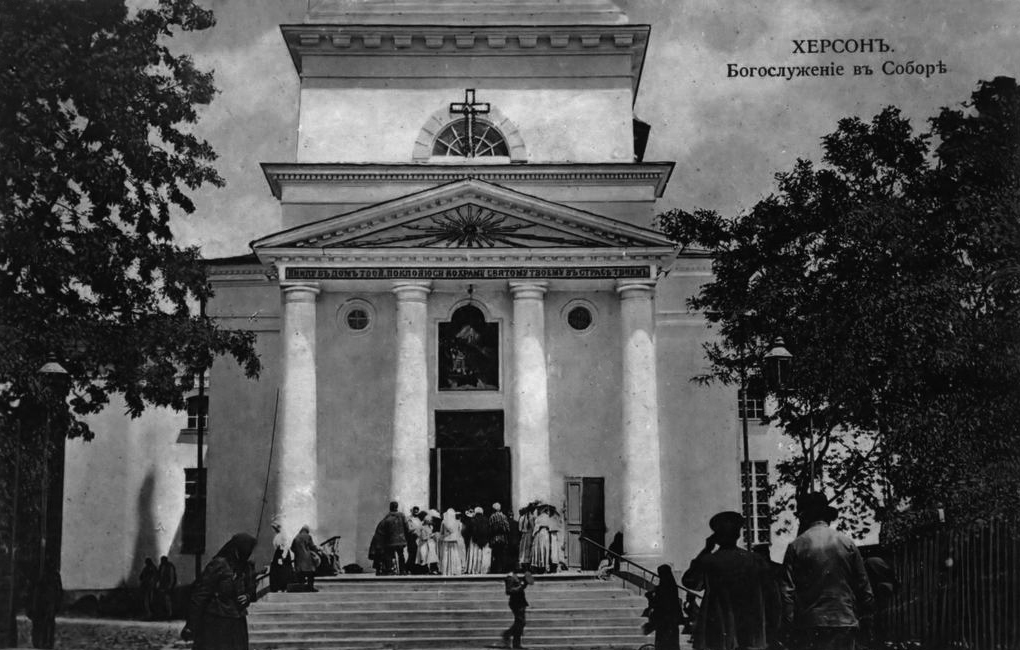
Богослужіння в Успенському соборі

Первинна назва вулиці — Соборна, походить від найбільшого храму міста — Успенського собору. У 1850-х роках на вулиці знаходилося Поліцейське управління, і на той час вона називалася Поліцейською. Територія Грецької площі, між вулицями Соборною, Семінарською, Воронцовською та Говардівською не була забудованою, за виключенням церкви (її зведено у 1798 році), дерев'яних торговельних рядів Грецького ринку й кам'яних лавок з мансардою і куполом, забудованих у 1809 році за проєктом архітектора В. І. Ярославського. Ці кам'яні лавки представляли собою прямокутну в плані будівлю з колонадою по всьому периметру й отримали серед місцевого населення назву «ешопу», яке у буквальному перекладі з ісп. a shop) означало — «лавка».
До середини XIX століття «ешоп» зруйнований і на його місці у 1860-х роках була споруджена будівля Міського зібрання. У серпні 1879 року в залі Міського зібрання дали два концерти композитор Модест Мусоргський і співачка Д. М. Леонова. 4 лютого 1914 року тут виступив з концертом композитор Олександр Скрябін (нині ця будівля, зовнішній вигляд якої зазнав деяких змін, належить Палацу культури суднобудівників).
Між Успенським собором та Міським зібранням розміщувалися два будинки, які входили до ансамблю собору, в якому мешкали священослужителі, а на другому поверсі одного з них винаймав квартиру Віктор Гошкевич — засновник Херсонського краєзнавчого музею. Обидва будинки збереглися і понині.

## Опис

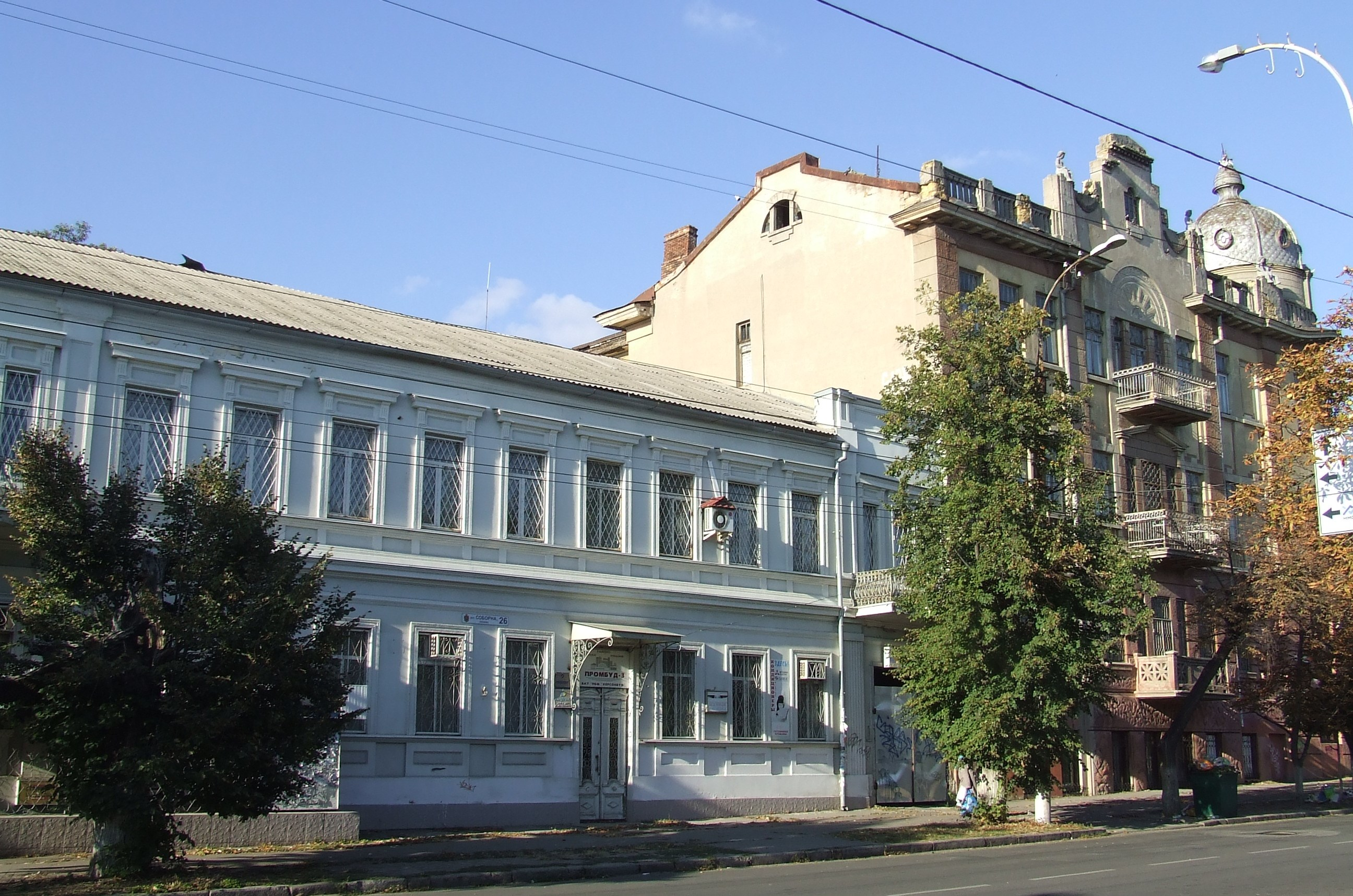
Соборна вулиця

В особняку, зведеному у 1905 році італійським віце-консулом і перуанським консулом Анатра — шахово-шашковий клуб та дитячо-юнацька спортивна школа (буд. № 18).
Будинок № 26, побудований у 1915 році як готель «Європейський», є пам'яткою архітектури. До кінця 1990-х роців в будівлі розміщувався готель «1-го Травня», а перший поверх займав ресторан «Херсон».
З протилежного боку вулиці, навпроти готелю, у першій половині XIX століття знаходився Грецький, або, як ще його називали «Ледачий ринок». Тут стояла шестикутна двоповерхова будівля Гостинного двору з крамницями, трактирами та чайними. Пізніше у цій будівлі (буд. № 7) містилася пожежна команда (у 1860-х роках XIX століття на цьому місці була збудована будівлю Міського зібрання, що збереглося до наших днів в дещо зміненому вигляді).
Будинок № 9, побудований у 1892 році в стилі еклектизму із застосуванням елементів класицизму, є пам'яткою архітектури. До початку 1920-х років тут містився херсонський окружний суд. 12 грудня 1982 року тут відкрилася нова експозиція Херсонського краєзнавчого музею.

## Визначні будівлі

### Окружний суд
Міське управління ще у 1889 році клопотало про будівництво на Потьомкінському бульварі нової будівлі суду. 20 липня 1891 року Херсон відвідав директор Департаменту юстиції, таємний радник Красовський. Він розглянув всі пропозиції і вирішив обрати інше місце — на Павлівській площі. Міністерство юстиції викупило у міста 700 сажнів площі та оплатило третину витрат на будівництво будівлі. Вартість будівництва була визначена у розмірі 120 000 рублів, а розробка проєкту і технічної документації покладалася на архітектора Владислава Домбровського. Будівництво затягнулося і суд зайняв приміщення у новій будівлі лише у 1894 році. Будівля споруджувалася на головній площі міста, тому велике значення мало рішення головного фасаду. На другому поверсі центрального ризаліту архітектор Владислав Домбровський застосував портик «храму в антах» іонічного ордера, у який було фланковано скульптури богинь: правосуддя — Феміди і покарання Немезиди, що розташовані в нішах.
У 1923 році у будівлі розміщувалися: Херсонське повітове бюро юстиції, камери народних суддів 1, 2 і 3 ділянок, слідча частина виїзної сесії Одеського губернського революційного трибуналу по Херсонському повіту, у 1940 році — прокуратура, суд, міськфінвідділу і Держстрах СРСР, з 1944 року — Херсонський облвиконком, а потім — облрадпроф, «Будбанк» та облсоцзахист. У 1978 році, до 200-річчя Херсона, будівлю було передано Херсонському краєзнавчому музею і 12 жовтня 1982 року тут відкрилася нова експозиція (вул. Соборна, 9).

## Відома особа
У будинку № 6, у квартирі № 23 мешкав херсонський скульптор Іван Шапко.